# Captain Buffalo (film)
Captain Buffalo (originaltitel Sergeant Rutledge) er en film fra 1960, instrueret af John Ford med Woody Strode i hovedrollen. Filmens emne var kontroversielt for sin tid, og den handler om en sort sergent i den amerikanske hær, der anklages for voldtægt og mord på en hvid pige.

## Handlingen
Filmens omdrejningspunkt er retssagen mod sergent Rutledge. Jeffrey Hunter spiller forsvarsadvokaten. Filmen viser adskillige vidners udsagn, der beskriver begivenhederne efter voldtægten og mordet på en officers datter.

## Eksterne Henvisninger
- Captain Buffalo på Internet Movie Database (engelsk)
- Captain Buffalo på Filmdatabasen
- Captain Buffalo i Svensk Filmdatabas (svensk)
- Captain Buffalo på AlloCiné (fransk)
- Captain Buffalo på MovieMeter (nederlandsk)
- Captain Buffalo på AllMovie (engelsk)
- Captain Buffalo hos American Film Institute (engelsk)
- Captain Buffalos profil hos Encyclopædia Britannica Online (engelsk)
- Captain Buffalo på Turner Classic Movies (engelsk)
- Captain Buffalo på The Movie Database (engelsk)